# Carlos Linares Zambrano
Carlos Linares (5 de septiembre de 1991, Barquisimeto, Lara, Venezuela) es un ciclista de pista venezolano. En los Juegos Olímpicos de verano de 2012, compitió en el ómnium masculino.

## Mejores resultados
2010
Juegos Centroamericanos y del Caribe
3º Ómnium